# CJSO-FM
CJSO-FM est une station de radio québécoise de langue française qui diffuse à la fréquence 101,7 MHz sur la bande FM à Sorel-Tracy, et appartenant à Radiodiffusion Sorel-Tracy. Elle diffuse de la musique de type adult contemporary.

## Histoire
La station a été lancée sur la bande AM le16 juin 1945, initialement à la fréquence 1 400 kHz, puis à la fréquence 1 320 kHz, jusqu'à ce qu'elle reçoive l'approbation du CRTC pour passer à la bande FM en 1987. Radio Richelieu fait faillite et la radio quitte les ondes le 18 décembre 1987. Elle revient en ondes au début 1988. Entretemps, Radio Richelieu est vendu à Radio Diffusion Sorel-Tracy.
La station est relancée sur la bande FM le 27 septembre 1989.
CJSO appartient à Radiodiffusion Sorel-Tracy.